# Shannon Hoon
Richard Shannon Hoon (Lafayette, 26 settembre 1967 – New Orleans, 21 ottobre 1995) è stato un cantautore e musicista statunitense.
Voce, chitarra e leader dei Blind Melon, dalla fondazione fino al momento della sua morte. Ha cantato inoltre con Axl Rose (leader dei Guns N' Roses) in alcune canzoni, quali Don't Cry e You Ain't the First. È morto nel 1995 per overdose di cocaina.

## Gioventù
Hoon nasce a Lafayette, Indiana e vive nella vicina Dayton (Indiana) con la sorellastra, Anna, e il fratellastro, Tim. Ha cominciato a usare il secondo nome, Shannon, per evitare la confusione con il padre, anche lui chiamato Richard. Alle scuole superiori si è distinto per le discipline sportive, come football, wrestling e salto con l'asta. Le influenze musicali di Shannon sono da ricondursi a gruppi e cantautori come Grateful Dead, The Beatles, John Lennon e Bob Dylan. Dopo il diploma presso il McCutcheon High School nel 1985, Hoon ha iniziato a cantare in una band locale, gli Styff Kytten, che comprendevano anche il chitarrista Michael Kelsey. Così ha iniziato a prendere confidenza con il ruolo di frontman che, nel futuro, sarebbe stato il predominante nella sua carriera musicale. In questi tempi inizia anche a scrivere canzoni, prima delle quali composta con William Houston e intitolata Change. Nello stesso periodo diventò anche membro della band Mank Rage di Lafayette, California con David Lank e Darren Mickler.

## Blind Melon
Nel 1985 Hoon si è diplomato e, a 18 anni, lascia l'Indiana per Los Angeles. Lì conosce i musicisti Brad Smith e Rogers Stevens ad una festa. Smith e Stevens lo ascoltano suonare una versione acustica di Change e lo invitano a suonare con loro. Christopher Thorn e Glen Graham sono stati invitati in seguito e, nel 1990, i cinque musicisti decidono di formare i Blind Melon. Il nome della band deriva probabilmente dal termine che il padre di Smith utilizzava per descrivere gli "stonati" del quartiere o del vicinato; altra possibilità è che il nome derivi da Blind Melon Chitlin, un personaggio di un album del duo comico Cheech & Chong. Nel 1990, la neo-band produce il primo demo tape con quattro tracce e in seguito a questo firma un contratto di $500,000 con la Capitol Records.
A Los Angeles, Hoon frequenta l'amico di scuola della sorellastra Anna, Axl Rose. Rose lo invita nello studio dove la sua band stava registrando i due album Use Your Illusion I e Use Your Illusion II (entrambi usciti nel 1991). Hoon canta le linee vocali dei cori in molte canzoni, come The Garden e Don't Cry. Rose lo invita anche ad apparire nel video per Don't Cry.
Nel 1992, i Blind Melon pubblicano il loro primo album, dal titolo omonimo, prodotto dallo stesso produttore dei Pearl Jam, Rick Parashar. I Blind Melon iniziano il tour per promuovere l'album, supportando i concerti e aprendo per Ozzy Osbourne, Guns N' Roses e Soundgarden per tutta la durata del 1992 e 1993. Nell'estate del 1992 esce il videoclip legato alla traccia No Rain dell'album, rilasciato anche come singolo. Il video focalizza l'attenzione sul tema dell'accettazione, rappresentandolo in una storia surreale: una ragazzina vestita da ape, interpretata da Heather DeLoach, viene derisa dal pubblico per cui balla, quindi fugge disperata e scappa fino a trovare un'intera folla di gente vestita come lei, che invece apprezza la sua danza e le dà il benvenuto nel gruppo.
Shannon Hoon e i Blind Melon hanno passato i successivi due anni in tour. Nel 1993, Hoon fu arrestato per atti indecenti dopo essersi denudato e aver urinato in stage di fronte ai fan di Vancouver.
Nel 1994, i Blind Melon partecipano con un coinvolgente concerto a Woodstock '94 dove Hoon, sotto effetto di LSD, regala ai fan una esibizione ad altissimi livelli, indossando il vestito bianco della sua ragazza, Lisa.
Dopo un periodo di pausa, i Blind Melon ritornano in studio per registrare l'album Soup a New Orleans. L'album uscirà poi nel 1995.

## Vita personale e morte
L'11 luglio 1995 Shannon e la fidanzata Lisa Crouse hanno una bambina, chiamata Nico Blue, a cui Shannon sarà sempre molto legato durante il resto della sua vita. Già prima della nascita della figlia Hoon era entrato più volte in riabilitazione a causa del costante e sempre più frequente uso di droghe, che andavano dalla marijuana alla cocaina, dal crack all'LSD. Ad agosto dello stesso anno, i Blind Melon si preparano al tour in supporto del loro nuovo album Soup, quindi Hoon assume un counselor per aiutarlo a non consumare troppe droghe lungo la strada. La posizione di lavoro del counselor sarà talmente inutile che verrà licenziato giorni prima della stessa morte di Hoon.
Dopo una discutibile performance a Houston il 20 ottobre 1995, Hoon si dedica a una notte non-stop di baldoria, confermando il mito della rock star "ribelle" che già lo seguiva da tempo. Il giorno seguente i Blind Melon avrebbero dovuto suonare al Tipitina's di New Orleans. L'ingegnere del suono della band, Lyle Eaves, tenta varie volte di svegliare Hoon che sembrava dormire nel bus utilizzato per il tour. Dopo l'arrivo dell'ambulanza, Hoon venne dichiarato morto sulla scena, all'età di 28 anni. La causa della morte è stata attribuita ad un'overdose di cocaina.
Hoon è sepolto a Dayton (Indiana). La sua lapide recita una strofa della canzone Change, la prima che ha scritto:
Perciò voglio scrivere le mie parole 
sulla faccia del giorno d'oggi 
e loro lo dipingeranno»
Il 12 novembre 1996 i Blind Melon pubblicano Nico (sorta di compilation postuma) come tributo al frontman scomparso e all'amore che provava per la figlia, a cui sono andati i proventi dell'album, oltre che in un fondo per combattere le dipendenze da droghe nel mondo della musica. La band ha anche registrato un video intitolato Letters From A Porcupine che è stato nominato come Best Long Form Music Video ai Grammy Awards il 25 febbraio 1997.
Nel 2003, i Pearl Jam rilasciano una canzone registrata nel 1992 intitolata Bee Girl, scritta dal cantante Eddie Vedder e riguardante, appunto, la ragazza del video No Rain.
Il 17 settembre 2008 viene pubblicato il libro A Devil on One Shoulder and an Angel on the Other: The Story of Shannon Hoon and Blind Melon by Greg Prato.